# Zuid-Funense archipel
De Zuid-Funense archipel is een archipel gelegen in Zuid-Denemarken, ten zuiden van het eiland Funen. De archipel ligt tussen de eilanden Langeland, Tåsinge en Ærø en omvat zo'n 55 eilanden. De eilanden zijn restanten van een stuwwal uit de ijstijd. De grootste eilanden uit deze archipel zijn Avernakø, Birkholm, Bjørnø, Drejø, Hjortø, Lyø, Skarø en Strynø.